# 塔米·亚伯拉罕
凯文·奥盖内泰加·塔马拉埃比·巴库莫-亚伯拉罕（英語：Kevin Oghenetega Tamaraebi Bakumo-Abraham，1997年10月2日—），通稱塔米·亚伯拉罕（英語：Tammy Abraham），是一名尼日利亞裔英格蘭職業足球員，司職前鋒，目前效力於土耳其足球超级联赛球隊比錫達斯（意大利足球甲级联赛球队罗马外借）、英格蘭足球代表隊。

## 生涯
亚伯拉罕在八岁以下的級別便加入切尔西俱乐部的青訓系统。
2019年9月14日，亚伯拉罕成为切尔西最年轻完成帽子戏法的球员，該紀錄其後被德國新將凯·哈弗茨打破。他也追平了连续三场进二球的记录。
亚伯拉罕于2021年8月17日与意甲俱乐部罗马签订了一份为期五年的合同。亞伯拉罕首季於意甲為羅馬攻入17球，成為意甲單季入波最多的英格蘭球員。他也協助罗马贏得當屆歐會盃冠軍。

## 国际生涯

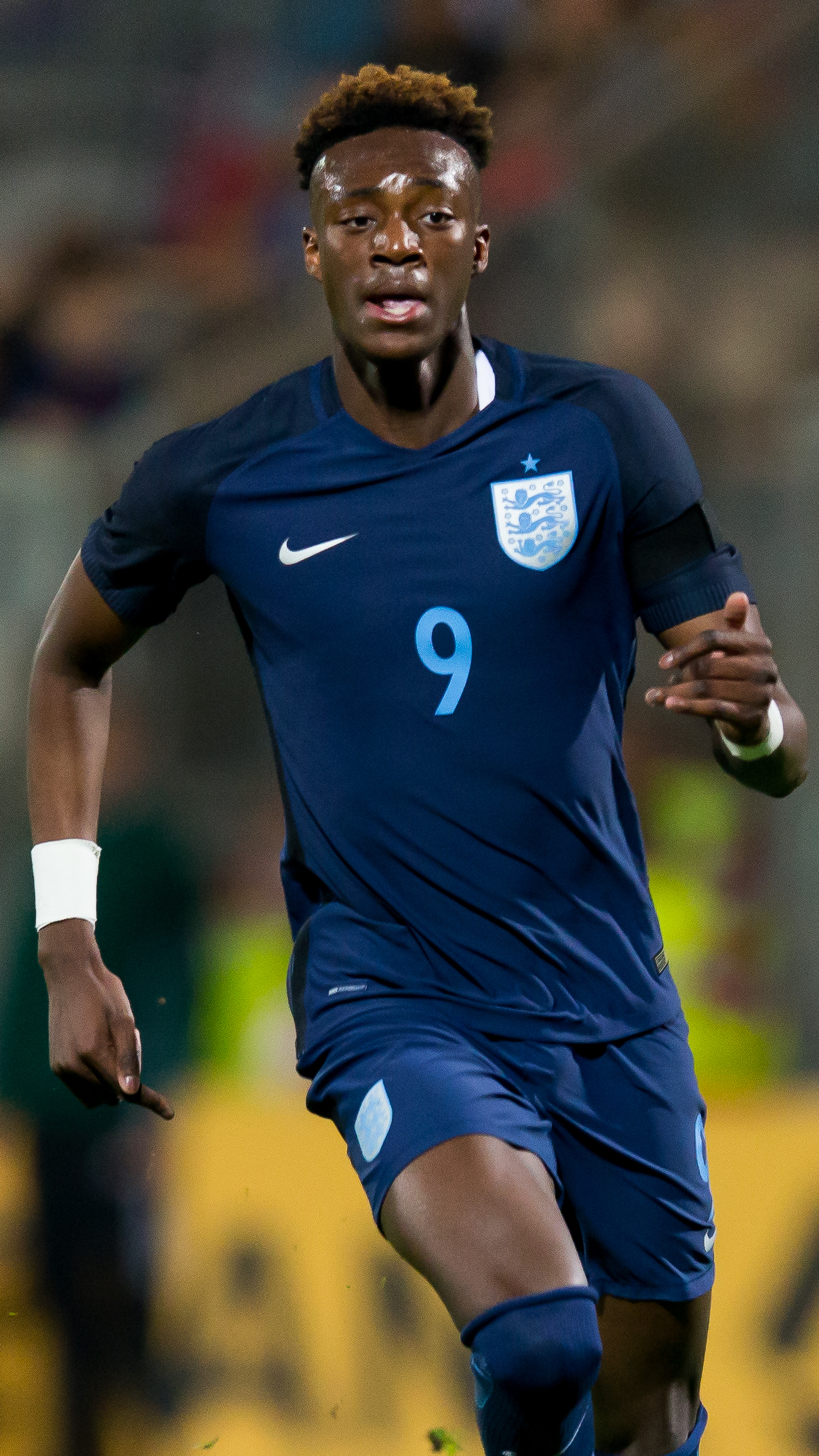
塔米·亚伯拉罕在英格兰U-21，摄于2017年

2017年11月2日，亚伯拉罕与另外两名未曾代表国家队出场的球员一起被征召进英格兰国家队，备战对阵德国和巴西的友谊赛。2017年11月10日，他在温布利球场对阵德国的比赛中首次亮相，首发出场，比赛以0-0战平。
2019年10月，亚伯拉罕表示他尚未决定自己的国际未来，因为他仍然有资格为尼日利亚效力，因其尚未为英格兰成年国家队参加过正式比赛。同月晚些时候，他接到了英格兰队的征召，参加即将到来的2020年欧洲足球锦标赛预选赛比赛。2019年10月11日，亚伯拉罕在对阵捷克的比赛中首次代表英格兰队在正式比赛中出场，替补登场，从而确认了自己为英格兰效力的决定。亚伯拉罕在2019年11月14日对阵黑山的欧洲杯预选赛中攻入他的首个英格兰队进球，帮助球队以7-0大胜对手。

## 个人生活
亚伯拉罕出生于大伦敦地区的坎伯韦尔，父母为尼日利亚人。他从小就是阿森纳足球俱乐部的球迷。他有一个弟弟蒂米·亚伯拉罕，也是一名足球运动员，目前效力于博雷汉姆伍德足球俱乐部。
2017年1月，亚伯拉罕在租借至布里斯托尔城期间发生了一起交通事故。据称事故发生时，他未持有驾照且没有保险，因此被传唤至法庭。随后他通过了驾驶考试，并在同年3月获得了驾照。

## 榮譽

### 球會
切爾西
- 英格蘭足總青年盃：2014–15, 2015–16
- 歐洲青年聯賽：2014–15, 2015–16
- 欧洲冠军联赛 冠軍：2020–21[17]
- 歐洲超級盃 冠軍：2021年[18]

阿士東維拉
- 英冠附加賽冠軍：2019年

羅馬
- 歐協聯冠軍：2021–22

AC米蘭
- 義大利超級盃冠軍：2024

### 國家隊
英格蘭U21
- 土倫盃：2018

## 外部連結
- Soccerway資料庫：塔米·亚伯拉罕
- 塔米·亚伯拉罕的Instagram帳戶